# Malonty
Obec Malonty (německy Meinetschlag) leží v okrese Český Krumlov, kraj Jihočeský. Nachází se na severozápadním okraji Novohradských hor v nadmořské výšce 681 m. Žije zde přibližně 1 400 obyvatel.

## Název
Původní název obce Menholt se změnil na Maynholthov a kolem roku 1364 na Maynatisslag. Německý název Meinetschlag se vyvinul z původního Meinholtsslag – Meinholtova paseka nebo mýtina. České jméno obce mělo nejdříve tvar Manholty a z toho vzniklo přesmykem Malonty.

## Historie
První písemná zmínka o obci pochází z roku 1360. Zakladateli Malont byli němečtí kolonisté, kteří byli povoláni od pánů z Michalovic z Horních Rakous do Čech, aby zde vymýtili lesy. Tito osídlenci založili v okolí obce dvě sklárny, měli i dva domy s právem vařit pivo. V roce 1387 přešly  Malonty spolu s velešínským a benešovským panstvím na Rožmberky. Roku 1456 patřily Malonty Jakubu Czandlovi. Dne 17. června 1583 zastavil Petr Vok z Rožmberka úroky ze vsi Malonty. Malonty v té době měly vlastní rychtu a patřily k nim i osady Meziříčí a Jaroměř. V roce 1611 přešly Malonty na pány ze Švamberka a po bitvě na Bílé hoře, v roce 1620, se Malonty staly majetkem hraběte Buqoye (panství novohradské). První písemná zpráva o zdejší škole je z roku 1686.
V letech 1938 až 1945 bylo území obce v důsledku uzavření Mnichovské dohody přičleněno k nacistickému Německu. V roce 1946 byla většina obyvatel (německého původu) vysídlena.

## Přírodní poměry
V Malontech nebo v jejich nejbližším okolí se nachází rybníky, Velký a Malý hodonický, Daňka a Veliška. Kolem obce teče potok Kamenice, na kterém je postavena nádrž Květoňov. Nedaleko se nachází nádrž Dobechov, ve které končí potok Dobechovský. Další je Soběnovská přehrada, která je považována za nejstarší nádrž v jihočeském regionu (1925). Nachází se zde také mnoho malých rybníků, které nemají jiné než rybářské nebo chovatelské účely.
V obvodu územní působnosti obce Malonty se nachází přírodní park Novohradské hory. Jižně od Malont je pátý nejvyšší vrchol Novohradských hor, Doppler.
Na území obce je přírodní rezervace Rapotická březina, která je součástí Ptačí oblasti Novohradské hory a přírodního parku Novohradské hory.

## Části obce
- Bělá (Zirnetschlag) – 3 km jižně od Malont. Vznik obce je datován před rok 1358. Pod názvem Byela ji založili páni z rodu Michalovců z Velešína. Již před rokem 1412 byla v držení pánů z Rožmberka. Petr Vok prodal v roce 1492 panský dvůr v Bělé Šavlovi z Tiché za 60 kop grošů. Konečným vlastníkem se stal šlechtický rod Buquoyů. Ves byla až do nedávné minulosti zaměřena na zemědělství a lesnictví. Některé chalupy jsou využívány k rekreaci. V současné době je zde pouze restaurace. Dominantou obce je kaple, která je částečně rekonstruována.
- Bukovsko – Ves 3 km jižně od Malont, místní služby již zanikly. Využívány další rekreační chalupy.
- Desky – Ves je využívána především rekreanty (chaty, chalupy a rekreační zařízení k dětské rekreaci). Nachází se 3 km severně od Malont.
- Jaroměř – V letním období zde funguje dětské rekreační zařízení.
- Meziříčí – Původním jménem Ulrich se nachází 2 km severně od Malont se zbytkem zemědělské výroby. Nachází se zde také soukromá pila.
- Radčice – Osada s převážně rekreačním využitím. Nachází se zde východně od Malont nad Pohořským potokem. V letním období je okolí potoka využíváno mnoha skautskými oddíly ke stanování.
- Rapotice

### Zaniklé vesnice
Ve správním území obce stávaly zaniklé vesnice: Jednoty, Hodonice, Ludvické Hory, Uhliště a Velíška.

## Pamětihodnosti
- Kostel svatého Bartoloměje
- Boží muka
- Fara
- Výklenková kaple (Bělá)[8]
- Socha svatého Jana Nepomuckého (Desky)[9]
- Boží muka (Jaroměř)[10]